# Estación de Palau de Noguera
Palau de Noguera es un apeadero ferroviario con parada facultativa situado en el municipio español de Talarn, en la provincia de Lérida, comunidad autónoma de Cataluña. Dispone de servicios de Cercanías, atendidos por FGC. La estación tuvo en 2018 un total de 27 usuarios que iniciaron el trayecto en la estación, lo que la convierte en la segunda menos utilizada de la red de FGC, solo por detrás de la estación de Santa Liña.

## Situación ferroviaria
Se encuentra ubicada en el punto kilométrico 73,270 de la línea férrea de ancho ibérico que une Lérida con Puebla de Segur a 430 metros de altitud, entre las estaciones de Guardia de Tremp y Tremp. El tramo es de vía única y está sin electrificar.

## Historia
El trazado entre Lérida y Puebla de Segur estuvo proyectado inicialmente como una sección del llamado ferrocarril Baeza-Saint Girons, una gran línea internacional de 850 km de longitud que pretendía unir Baeza (Jaén) con el municipio francés de Saint-Girons (Ariège), pasando por Albacete, Utiel, Teruel, Alcañiz y Lérida. Para el tramo catalán se aprovecharía la línea Lérida-Balaguer y se prolongaría más allá de la frontera hispano-francesa, atravesando los Pirineos por el puerto de Salau.
En 1926, durante el régimen de Miguel Primo de Rivera se aprobó el llamado Plan de Ferrocarriles de Urgente Construcción, conocido por Plan Guadalhorce por el ministro que lo impulsó. Este plan preveía la construcción de miles de kilómetros de nuevas líneas férreas que debían mejorar las comunicaciones de aquellas áreas a las que el ferrocarril no había llegado durante el siglo XIX. Entre ellas se encontraba el ferrocarril Baeza-Saint Girons, cuya construcción se inició entre 1926 y 1928. Tras el advenimiento de la Segunda República estos proyectos ferroviarios fueron revisados y paralizados, y la posterior guerra civil imposibilitó la ejecución de muchas de las grandes obras públicas proyectadas en la época.
La Guerra Civil y la subsiguiente carestía de medios supuso la suspensión de todos los trabajos. En 1941, con la nacionalización de la red viaria, la línea pasó a ser gestionada por RENFE.
El ferrocarril no llegó a Palau de Noguera hasta el 8 de septiembre de 1950, con la inauguración del tramo Sellés-Tremp, de 13,6 km. El tramo final hasta Puebla de Segur, no fue abierto al servicio hasta el 13 de noviembre de 1951. En 1962, por recomendación del Banco Mundial, el Estado español decidió detener la construcción de nuevas líneas férreas y concentrarse en la mejora de las ya operativas. Eso supuso que el gobierno paralizara el ferrocarril Baeza-Saint Girons; en la zona sur se desaprovechó el tramo entre Baeza y Utiel, cuya construcción estaba muy avanzada, y en el norte se descartó la interconexión con Francia. Consecuentemente, la línea que debería haber atravesado el corazón de los Pirineos finalizó en toperas en Puebla de Segur, a pesar de haber preparado ya el terreno para prolongarla hasta Sort.
El 1 de enero de 1985 estuvo previsto el cierre de la línea y sólo un acuerdo con la administración autonómica de Cataluña, la salvó de su cierre.

## La estación
En 2001 el apeadero actual de nueva construcción reemplazó a la estación antigua de Palau-Puigcercós, que se encontraba entre las dos poblaciones.

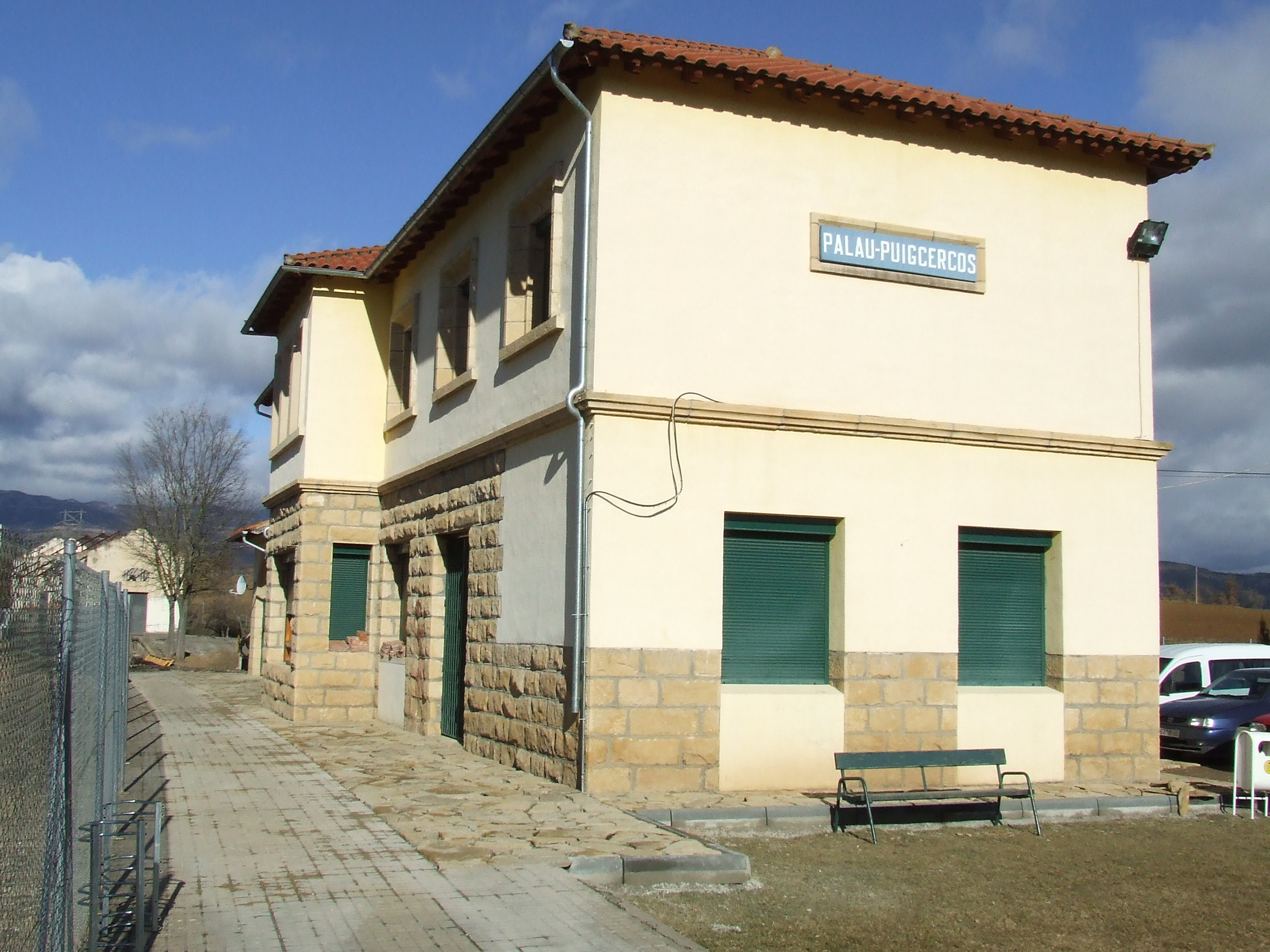
Estación antigua de Palau-Puigcercós, actualmente, Centro de Captación Agrícola del Pallars Jussá.

La estación se trasladó casi 1 km al norte de su antigua ubicación. La estación antigua se dio de baja de la línea y se convirtió en la Escuela Agraria del Pallars
El 1 de enero de 2005, la Generalidad de Cataluña obtuvo la propiedad de la línea y su explotación mediante su operadora ferroviaria FGC. Renfe Operadora aún permaneció explotando la línea de forma compartida hasta 2016, en que ya lo haría solamente FGC.

## Servicios ferroviarios
Los trenes con los que opera Ferrocarriles de la Generalidad de Cataluña enlazan la estación principalmente con Lérida, Balaguer y Puebla de Segur. Circulan entre dos y cuatro trenes por sentido.
Las unidades habituales son las de la Serie 331 de FGC, fabricadas por Stadler Rail en Zúrich, que fueron probadas en las instalaciones de Plá de Vilanoveta. Entraron en servicio el 17 de febrero de 2016, mediante la unidad 333.01 en su primer servicio entre Lérida y Puebla de Segur, sustituyendo a los antiguos TRD de la serie 592 de Renfe.
Al tratarse de una parada facultativa desde enero de 2018, los trenes no paran en esta estación a menos que los pasajeros del tren lo soliciten con antelación.
| origen/destino  | anterior/siguiente | Línea | siguiente/anterior | destino/origen  |
| --------------- | ------------------ | ----- | ------------------ | --------------- |
| Lérida Pirineos | Guardia de Tremp   |       | Tremp              | Puebla de Segur |